# Et tu, Brute?

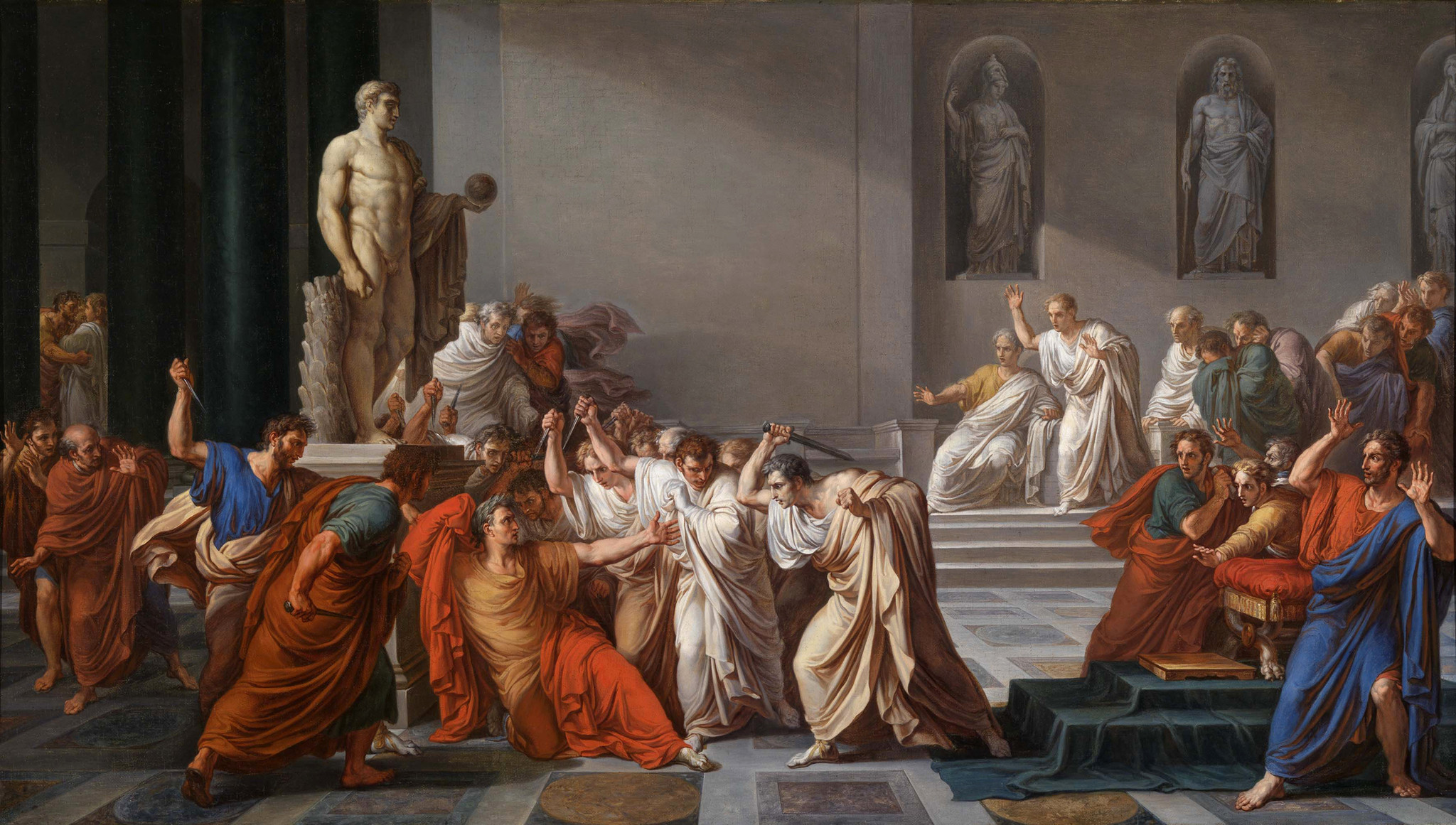
A morte de César, de Vincenzo Camuccini

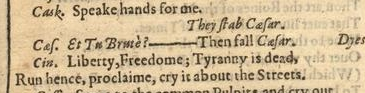
A linha shakespeareana macarônica "Et Tu Brutè?" no First Folio de 1623

Et tu, Brute? (pronunciado [ɛt ˈtuː ˈbruːtɛ]) é uma expressão latina que significa "e tu, Brutus?" ou "até tu, Brutus?", e que teria sido proferida pelo ditador romano Júlio César, no momento de seu assassinato, ao seu filho adotivo Marco Bruto.
Amplamente utilizada para significar a inesperada traição de um amigo, essa frase é originalmente mencionada, com formulações semelhantes, por fontes antigas. Contudo, mais recentemente ela ganhou fama pela sua ocorrência na peça Júlio César, de William Shakespeare. César profere estas palavras no ato III, cena 2 da peça, quando está sendo esfaqueado até a morte e reconhece o seu amigo e protegido, Bruto, dentre os assassinos. No entanto, não existem evidências de que o César histórico tenha dito essas palavras.

## Contexto
No dia 15 de março (os Idos de Março) de 44 a.C. o César histórico foi atacado por um grupo de senadores, incluindo Marcus Junius Brutus, o Jovem, seu amigo e protegido, resultando em sua morte.
As últimas palavras do César histórico não são conhecidas com certeza. O historiador romano Suetônio, cerca de um século e meio após o incidente, reportou que as palavras finais de César foram a frase grega "καὶ σὺ, τέκνον", que significa "você também, filho?" ou "você também, jovem?". Por vezes essa frase é traduzida para o latim como "tu quoque, Brute, fili mi?" ("Tu também, Bruto, meu filho?"). Já Plutarco relata que César não disse nada, mas simplesmente cobriu o rosto com a toga ao ver Brutus dentre os conspiradores.
Na peça Júlio César (1599) César diz "Até tu, Brutus? Então caia, César!". Shakespeare utiliza uma frase frequentemente mencionada em seu tempo. Por exemplo, Edmond Malone afirma que essa frase aparece na peça Caesar Interfectus de Richard Eedes (1582). Também ocorre em The True Tragedie of Richard Duke of Yorke, and the death of good King Henrie the Sixt, with the Whole Contention betweene the two Houses Lancaster and Yorke (1595), que é a primeira versão impressa da peça Henrique VI, Parte 3, também de Shakespeare.

## Interpretação
Além de seu uso para significar uma inesperada traição, argumenta-se que a frase pode ser interpretada como uma maldição ou uma ameaça. Uma teoria, em particular, propõe que ao proferir essa frase o César histórico na realidade proferia palavras de uma frase grega amplamente conhecida à época, e que possuía um significado proverbial. A frase completa seria "tu também, meu filho, vais ter um gosto de poder", da qual César só teria precisado dizer as primeiras palavras para indicar que Brutus teria, ele mesmo, uma morte violenta.